# 용자리
용자리(Draco constellation)는 천구의 북극 부근에 있는 별자리이다. 프톨레마이오스의 48개 별자리 중 하나이며, 국제 천문 연합의 현대 88개 별자리 중 하나이다. 용자리는 북극성을 둘러싸고 있는 형상이다.
동아시아의 별자리에서는, 자미원의 담장과 '천봉' 별자리에 해당된다.

## 특징
용자리의 몸통부분에는 1등성이 있다.

## 별과 천체
- 용자리 알파별인 투반은 기원전 2700년경 북극성이었다. 이 별은 지구의 세차운동으로 인해 20,000년경에 다시 북극성이 된다.
- 용자리에서 가장 밝은 별은 감마별인 엘타닌(γ Dra)이다.
- NGC 6543 (고양이 눈 성운: Cat's Eye Nebula): 행성상성운으로, 푸른 원반처럼 보인다.
- M102 (NGC 5866): 렌즈형 은하계이다.
- 아벨 2218 : 약 1만개의 은하가 모여 있는 은하단이다.

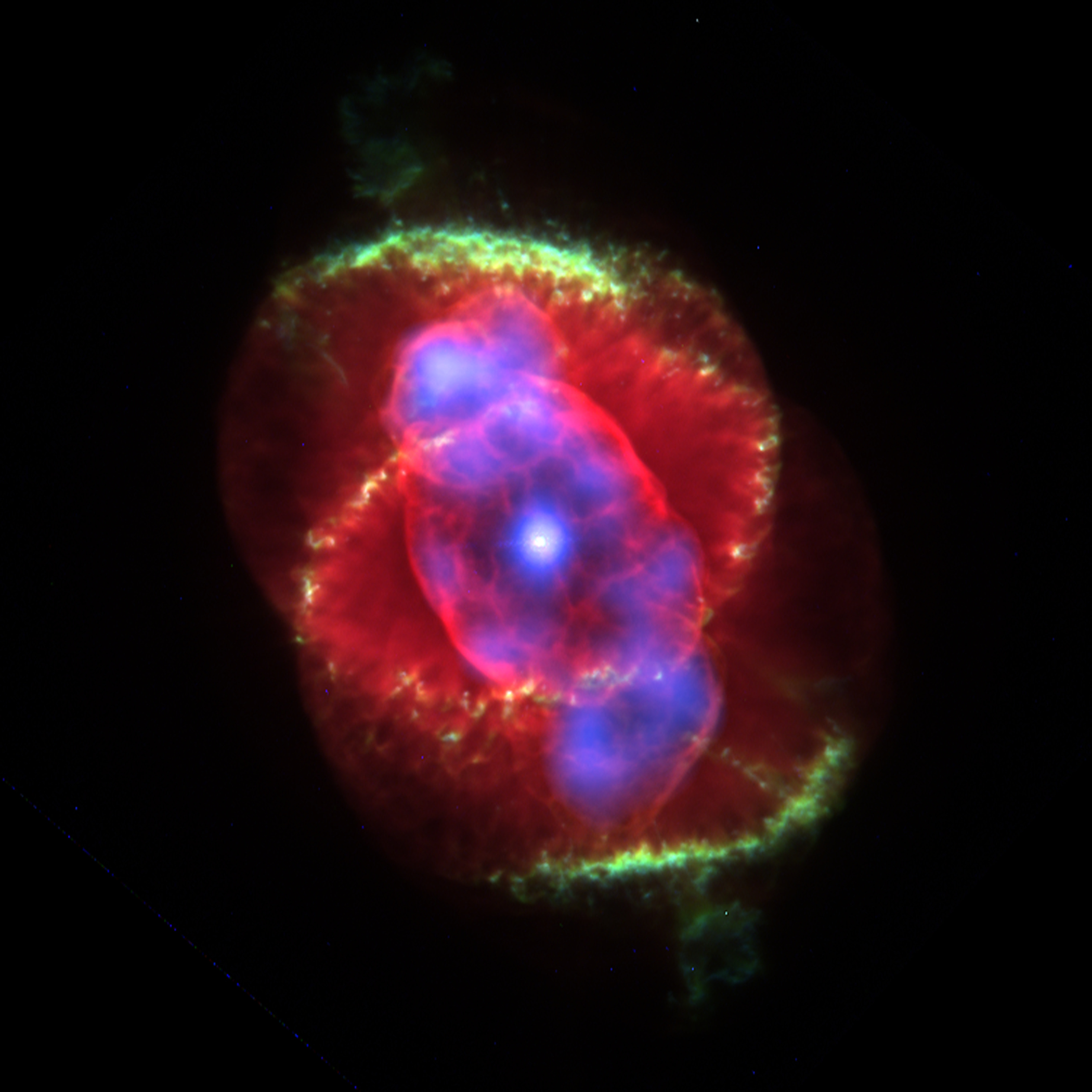
NGC 6543 행성상성운
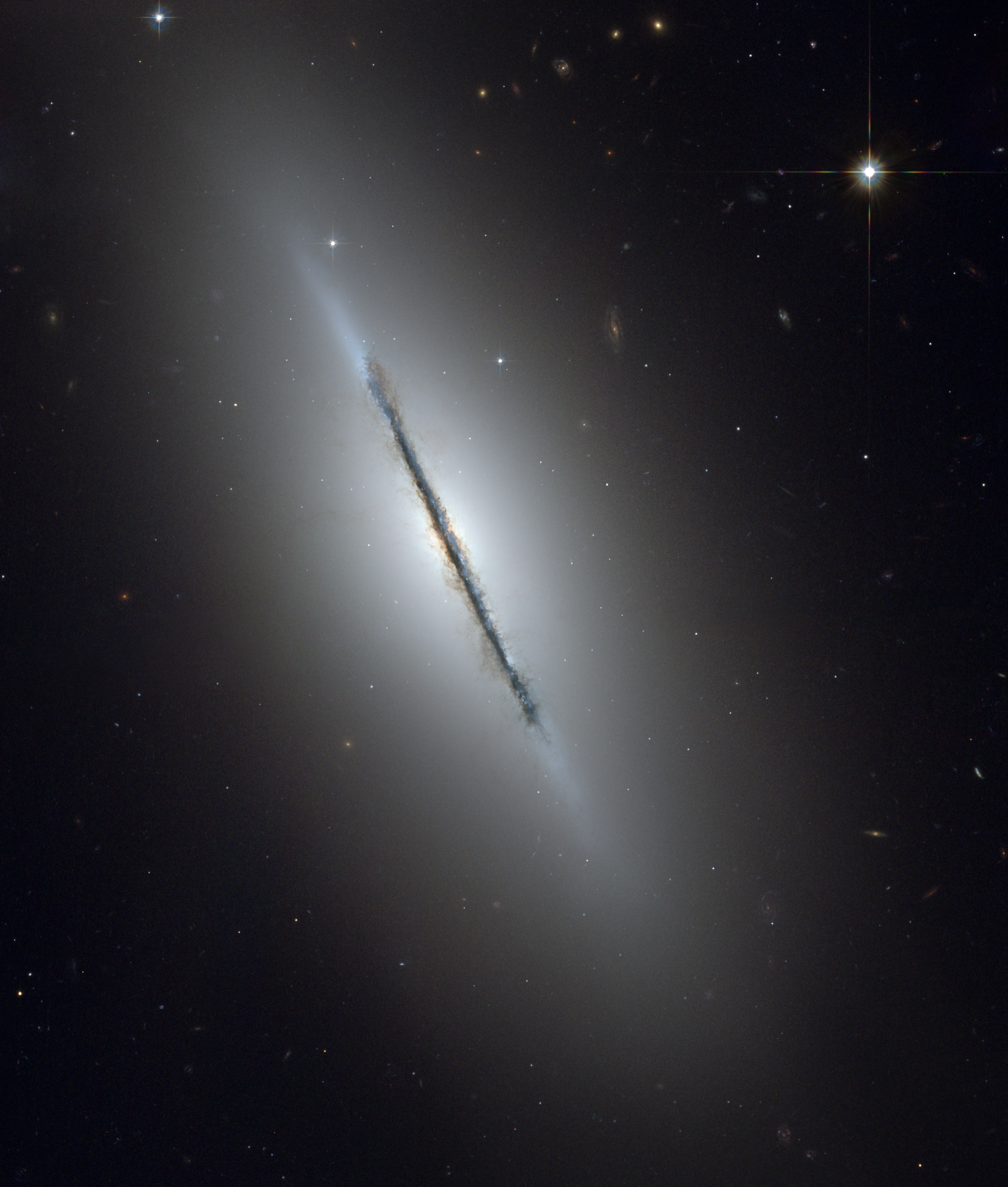
M102 렌즈형 은하

## 신화와 역사
용자리에 대한 전설은 다양하다.
- 고대 이집트인들은 이 별자리를 그들의 신전에 있는, 북쪽 하늘의 여신 타와렛(Tawaret)으로 생각하였다. 별자리는 지지 않으므로 이 여신은 잠을 자지 않는다고 여겨졌고, 몸의 일부분이 악어와 인간, 암사자, 하마인 사나운 수호신으로 그려졌다.
- 아랍에서는 이 별자리를 어미 낙타로 생각한다.

그리스에서는 이 별자리를 용(Draco)으로 불렀는데, 이는 그 모양이 용을 닮았기 때문이다.
- 가장 널리 알려진 이야기로는, 용자리는 '라돈(Ladon)'이라는 100개의 눈을 가진 용을 의미한다. 이 용은 헤스페리데스(Hesperides)의 황금 사과를 지켰다. 헤라클레스의 12가지 임무 중 11번째가 이 황금 사과를 얻는 일이었다. 결국, 용은 독화살에 맞아 죽고, 헤라가 후에 이 용을 하늘에 올려 용자리가 되게 하였다고 한다.

## 별자리 위치
용의 머리(Caput Draconis)를 나타내는 네 별(Etamin ,Grumium, Kuma, Rastaban)이 눈에 잘 들어오므로 사다리꼴 모양의 머리를 먼저 찾은 다음 작은 곰자리를 휘감아 돌아 북두칠성 쪽으로 꼬리를 향한 모습으로 그려보면 어엿한 용이 나타난다. 북두칠성의 국자의 끝 두 별을 이어 만나는 꼬리별부터 거꾸로 더듬어 올라가면서 용의 머리를 찾아낼 수 있다.

## 같이 보기
- 용자리 초은하단